# Quelneuc
Quelneuc är en kommun i departementet Morbihan i regionen Bretagne i nordvästra Frankrike. Kommunen ligger i kantonen La Gacilly som tillhör arrondissementet Vannes. År 2018 hade Quelneuc 516 invånare.

## Befolkningsutveckling
Antalet invånare i kommunen Quelneuc
| Referens: INSEE |